# Andrena
Az Andrena a rovarok (Insecta) osztályának hártyásszárnyúak (Hymenoptera) rendjébe, ezen belül a fullánkosdarázs-alkatúak (Apocrita) alrendjébe és a bányászméhek (Andrenidae) családjába tartozó nem.

## Tudnivalók
Több mint 1500 fajjal az Andrena hártyásszárnyúnem a legnagyobb a bányászméhek közül, továbbá az egyik legnagyobb a fullánkosdarázs-alkatúak közül is. Az Andrena hártyásszárnyúnem képviselői, majdnem a világ összes pontján megtalálhatók. Ez alól, csak Óceánia és Dél-Amerika képeznek kivételt. A legtöbb faj színe a barnától a feketéig változik, fehér, szőrös sávokkal a potrohukon. Egyéb színek is lehetségesek, mint például a vöröses, és fémezett kékes vagy zöldes.
Testhosszuk általában 8-17 milliméter között van. A hímek kisebbek és karcsúbbak a nőstényeknél, továbbá fekete háromszög alakú foltjuk van a potrohuk tetején. A mérsékelt övi fajoknál a hímek és nőstények együtt jönnek elő, miután átteleltek a költőkamráikban. Ahhoz, hogy előjöjjenek 20-30 Celsius-fok kell, hogy legyen. Párosodás után a nőstények bokrok alatt, laza talajokat keresnek, ahová üregeket vájnak. Egy-egy sejtbe, csak egy pete kerül. Mielőtt a sejtekbe lerakja petéit, a nőstény teletömi nektárral és virágporral.
Az Andrena nembeli nőstényeket, más méhféléktől az összetett szemek és csápok közti bársonyosan szőrös rész különbözteti meg. A lábaikon levő „kosárkákon” is nagyon hosszúak a szőrök.

## Rendszerezés
A körülbelül 1503 faj, az alábbi 102 alnembe van összefoglalva:
| - Andrena (Aciandrena) - Andrena (Aenandrena) - Andrena (Agandrena) - Andrena (Anchandrena) - Andrena (Andrena) - Andrena (Aporandrena) - Andrena (Archiandrena) - Andrena (Augandrena) - Andrena (Avandrena) - Andrena (Belandrena) - Andrena (Biareolina) - Andrena (Brachyandrena) - Andrena (Calcarandrena) - Andrena (Callandrena) - Andrena (Calomelissa) - Andrena (Campylogaster) - Andrena (Carandrena) - Andrena (Carinandrena) - Andrena (Celetandrena) - Andrena (Charitandrena) - Andrena (Chlorandrena) - Andrena (Chrysandrena) - Andrena (Cnemidandrena) - Andrena (Conandrena) - Andrena (Cordandrena) - Andrena (Cremnandrena) - Andrena (Cryptandrena) - Andrena (Cubiandrena) - Andrena (Dactylandrena) - Andrena (Dasyandrena) - Andrena (Derandrena) - Andrena (Diandrena) - Andrena (Didonia) - Andrena (Distandrena) - Andrena (Erandrena) - Andrena (Euandrena) - Andrena (Fumandrena) - Andrena (Fuscandrena) - Andrena (Geissandrena) - Andrena (Genyandrena) - Andrena (Gonandrena) - Andrena (Graecandrena) - Andrena (Habromelissa) - Andrena (Hamandrena) - Andrena (Hesperandrena) - Andrena (Holandrena) - Andrena (Hoplandrena) - Andrena (Hyperandrena) - Andrena (Iomelissa) - Andrena (Larandrena) - Andrena (Leimelissa) | - Andrena (Lepidandrena) - Andrena (Leucandrena) - Andrena (Longandrena) - Andrena (Malayapis) - Andrena (Margandrena) - Andrena (Melanapis) - Andrena (Melandrena) - Andrena (Melittoides) - Andrena (Micrandrena) - Andrena (Nemandrena) - Andrena (Nobandrena) - Andrena (Notandrena) - Andrena (Oligandrena) - Andrena (Onagrandrena) - Andrena (Opandrena) - Andrena (Orandrena) - Andrena (Oreomelissa) - Andrena (Osychnyukandrena) - Andrena (Oxyandrena) - Andrena (Pallandrena) - Andrena (Parandrena) - Andrena (Parandrenella) - Andrena (Pelicandrena) - Andrena (Planiandrena) - Andrena (Plastandrena) - Andrena (Platygalandrena) - Andrena (Poecilandrena) - Andrena (Poliandrena) - Andrena (Proxiandrena) - Andrena (Psammandrena) - Andrena (Ptilandrena) - Andrena (Rhacandrena) - Andrena (Rhaphandrena) - Andrena (Rufandrena) - Andrena (Scaphandrena) - Andrena (Scitandrena) - Andrena (Scoliandrena) - Andrena (Scrapteropsis) - Andrena (Simandrena) - Andrena (Stenomelissa) - Andrena (Suandrena) - Andrena (Taeniandrena) - Andrena (Tarsandrena) - Andrena (Thysandrena) - Andrena (Trachandrena) - Andrena (Troandrena) - Andrena (Truncandrena) - Andrena (Tylandrena) - Andrena (Ulandrena) - Andrena (Zonandrena) - Andrena (Xiphandrena) |

### Fordítás
- Ez a szócikk részben vagy egészben  az   Andrena című angol Wikipédia-szócikk ezen változatának fordításán alapul.  Az eredeti cikk szerkesztőit annak laptörténete sorolja fel. Ez a jelzés csupán a megfogalmazás eredetét és a szerzői jogokat jelzi, nem szolgál a cikkben szereplő információk forrásmegjelöléseként.